# Aisha Rocek
Aisha Rocek (Erba, 29 dicembre 1998) è una canottiera italiana, ha preso parte ai Giochi Olimpici di Tokyo 2020.

## Biografia
Nata ad Erba in provincia di Como, la madre Jana Tyrolova è stata giocatrice della nazionale di pallavolo della Cecoslovacchia, mentre il padre Jaroslav è un ex canottiere, ora allenatore alla Canottieri Lario, prima società di Aisha. Anche il fratello gemello Patrick è un canottiere.

## Palmarès
| Anno | Manifestazione  | Sede              | Evento                     | Risultato | Prestazione | Note        |
| ---- | --------------- | ----------------- | -------------------------- | --------- | ----------- | ----------- |
| 2016 | Mondiali U19    | Rotterdam         | Due senza                  | Oro       | 7'15"85     |             |
| 2016 | Europei U19     | Trakai            | Due senza                  | Oro       | 7'27"03     |             |
| 2017 | Europei         | Račice            | Quattro senza pesi leggeri | 4ª        | 7'00"91     |             |
| 2017 | Mondiali        | Sarasota          | Quattro senza              | 8ª        | 6'39"94     | [ 3 ]       |
| 2018 | Europei         | Glasgow           | Quattro senza              | 8ª        | 6'55"44     | [ 3 ]       |
| 2018 | Mondiali        | Plovdiv           | Quattro senza              | 10ª       | 6'39"26     | [ 4 ]       |
| 2019 | Europei         | Lucerna           | Due senza                  | Bronzo    | 7'16"22     |             |
| 2019 | Mondiali        | Ottensheim        | Due senza                  | 6ª        | 7'40"35     |             |
| 2020 | Europei         | Poznań            | Quattro senza              | Argento   | 6'40"84     |             |
| 2021 | Europei         | Varese            | Quattro senza              | 6ª        | 6'38"62     |             |
| 2021 | Giochi olimpici | Tokyo             | Due senza                  | 12ª       | 7'04"46     | [ 5 ]       |
| 2022 | Europei         | Monaco di Baviera | Otto                       | 4ª        | 6:42.52     | [ 6 ]       |
| 2022 | Europei         | Monaco di Baviera | Due senza                  | 7ª        | 7:35.38     | [ 7 ] [ 6 ] |
| 2022 | Mondiali        | Račice            | Quattro senza              | 9ª        | 6'43"08     | [ 8 ]       |